# Xylodes longicornis
Xylodes longicornis is een keversoort uit de familie klopkevers (Ptinidae). De wetenschappelijke naam van de soort werd in 1935 gepubliceerd door Maurice Pic.